# スキーブーム
スキーブームとは、日本において、1960年代以降、遅くとも1970年代後半から1990年代前半にかけてスキー人口が非常に増えた事象のことである。概要で述べるように日本においては複数のスキーブームがあったが、端的にスキーブームと言う場合は、主に1985年頃から1995年頃のブームのことを指す。
戦前期を第1次、戦後の1960年代～1970年代を第2次、バブル期～ポストバブル期を第3次スキーブームと呼ぶ場合がある他、1960年代初頭を第1次、1970年代初頭を第2次、1980年代後半を第3次とする場合もある。

## スキーの日本での広まり
1902年（明治35年）1月の八甲田雪中行軍遭難事件以降、帝国陸軍では厳冬期における装備や行動技術の研究の必要性が求められていた。
欧米に留学中だった永井道明がスウェーデンにいた頃、スキーに興味を持って練習していた永井の姿が公使の杉村虎一と誤って現地で大きく報道された。このことが縁となって杉村もスキーに興味を持ち、1910年（明治43年）に杉村から日本に2組のスキーと指導書が送られてくる。
雪国である高田を衛戍地としていた第13師団の師団長長岡外史は部下に命じてこれらの技術の研究と道具の複製を行わせた。
やがて日露戦争の勝利に湧く日本を視察するために来日していたオーストリア＝ハンガリー帝国の軍人にしてスキー熟達者のテオドール・エードラー・フォン・レルヒがスキー技術指導のために高田にやってくる。
1911年（明治44年）1月12日、隊員から選ばれた10数名のスキー専修員を対象に技術指導が始められた。
レルヒによる指導の様子は地元の新聞などでも連日報道され、周辺の学校の教師などもこの講習会に参加し技術の習得を試みるものが現れた。
翌年以降も高田でスキー講習会は続き、鉄道・営林・逓信といった実業のためにスキーを必要とする職業の他に、長岡の闊達な人柄もあって軍人以外にも学生や婦人ら一般にも広がりを見せた。
スキー技術は発祥である新潟県以外にも北海道や長野県、山形県、秋田県など各地に伝播していった。またこの潮流は信越線などの鉄道を通して東京の学生たちにも伝播することとなった（信越線の全通は1893年）。
国土の約半分が雪国である日本において、ただ耐えるだけだった冬に対する認識が大きく変わった時期であり、国産のスキー道具の生産が始まったり、各地にスキー場が生まれるなど冬の過ごし方や人々の考え方、経済活動等に変化が生じた。

## 戦前のスキーブーム
レルヒの伝えたスキーは俗に一本杖スキーと称されるMathias_Zdarsky（英語版）に連なる急斜面・山岳地帯向きなオウストリ式のリリエンフェルト・スキーであった。
一方でストックを2本持つ形式は競技に向き、ノルウェー式などと呼称された。
遠藤吉三郎が1916年（大正5年）に帰国すると、北海道ではノルウェー式が一般的となった。
1923年（大正12年）に第1回全日本スキー選手権大会が開かれると、ノルウェー式の北海道勢が上位を占めたことなどもあり、試行錯誤の時代を経て2本式が定着していった。
1925年（大正14年）に全日本スキー連盟（SAJ）誕生。
1928年（昭和3年）にはサンモリッツの第2回冬季オリンピックに初めて日本人選手団が参加。日本代表は早大生が多くを占めた。
同年、全日本学生スキー選手権大会が開催。こちらは北大が初代総合優勝を飾った。
1930年（昭和5年）に玉川学園の招聘によってハンネス・シュナイダーが来日する。ハンネスの上梓した「アールベルグ・バイブル」によってほぼ現代のスキーの滑り方が確立する。
昭和に入り、鉄道網の発達などもあってスキーが大衆化したことで、スピードやテクニックを競う「競技スキー」の他に「一般スキー」という概念が生まれる。
1936年（昭和11年）、鉄道省（国鉄）が大穴スキー場でスキー講習会を開く。翌年にはスキー道場と名を変え岩原で開催。
1939年（昭和14年）、SAJは「一般スキー術要領」を発行し、一般スキーの普及と発展を目指すようになる。スキー技術章検定（現在のスキーバッジテスト）が開始され、指導員の検定制度も始まった。
戦前のスキーブームにおいては、概ね近代登山における登山好適地に近い他、宿泊施設としての旅館等が既に存在していた降雪地帯にある山間の温泉地が主に発展した（越後湯沢温泉、草津温泉、野沢温泉、蔵王温泉など）。
例として川端康成の小説『雪国』には主人公の島村が温泉旅館からゲレンデのスキー客の様子を見る記述が存在する（上越線の全通は1931年〈昭和6年〉、雪国の発表が始まったのが1935年〈昭和10年〉）。
国防上でのスキーの重要性は依然としてあったが、戦時下において観光の自粛が叫ばれ、1942年（昭和17年）から1945年（昭和20年）までSAJが一時解散するなど、ひとまず一般スキーは下火となる。

## 高度成長期のスキーブーム
終戦を迎えると日本の主だったスキー場は進駐軍の慰安や休暇のために接収された。各地で本格的な機械式のリフトが懸架されたり、ブルドーザーを始めとした重機類で大規模な造成が行われたりするなど設備が大きく近代化され、その後のブームの揺籃となった。
この頃になると用具も進歩しており、当初は一枚板だったスキー板にはエッジが備わり、素材も合板、スチール、そしてグラスファイバーへと徐々に発展した。
プラスチックブーツの誕生、バインディングの改良といった技術革新もこれに続いた。以前のスキー道具の脱着には若干の専門知識を要したが、器具の改良は取り扱いの平易さと安全性の向上を提供した。
1959年に国鉄が臨時特殊割引乗車券の扱いを始めたことなどを含めて、戦後最初のスキーブームは1961年（昭和36年）に始まる。この年にはスキー客が年間100万人を突破した。スキー場行きの夜行バスが誕生した年であり、「レジャー」が流行語になった。
国は国際的な競争力を養うため、観光基本法を成立し、競争力の高いスキー場を「国際スキー場」に指定するなど後押しした。
背景には高度経済成長による可処分所得の増加、第7回冬季オリンピックにおける猪谷千春の銀メダル獲得といった活躍、同オリンピックで回転・大回転・滑降の3大競技を制覇するなどして活躍したトニー・ザイラーが俳優業に転向後に作られた一連の映画『白銀は招くよ!』（1959年公開）や『銀嶺の王者』（1960年公開）他がある。
ニセコ高原比羅夫スキー場、苗場国際スキー場がこの年に営業開始している。日本へのスキー伝来から50年が経っていた。
1961年11月発行の『週刊平凡』45号(平凡出版)には、「あなたのスキー準備はできましたか！？」という特集がある。平凡はその後も毎年スキーシーズンが近くなると特集記事を掲載しブームの拡大に一役買った。
1962年には自身もスキーで国体出場経験のある加山雄三主演の映画『銀座の若大将』が封切られ、同シリーズの1966年公開『アルプスの若大将』は同年の東宝配給映画としては1位のヒットを記録した。
この頃『アサヒグラフ』誌もスキーシーズンになると国内や海外のスキー場の景色を表紙に取り上げた。またスキー雑誌の『スキージャーナル』は1966年に創刊している。
1964年にはゲレンデスキーヤー（一般スキー、基礎スキー）の頂点を競う大会「全日本デモンストレーター選考会」（現在の全日本スキー技術選手権大会）が初開催された。
東京オリンピックを迎えてスポーツに対する熱が益々盛んとなり、1967年には皇太子明仁夫妻がスキーをする光景も話題になった。
この頃にベビーブーム世代が青年期を迎え、ゲレンデは若者で溢れた。
1967年には上越線の複線化により輸送力が増大し、スキー客を目当てとしたスキー列車も登場した。
旅行代理店によるセット旅行商品が開発され、国鉄は代理店を経由して発行するエック(エコノミー・クーポン)といった割引切符も盛んに宣伝した。
ブームは1972年札幌オリンピックや1973年に苗場で日本初開催のアルペンスキー・ワールドカップで最高潮を迎える。
1971年には新潟県で製造されるスキー台数が210万台を超え、輸出も積極的に行われた。
スキー場の周辺に民宿やペンションが増えたのもこの時期である。
その後一転して団塊世代が就職期を迎えたことや、オイルショックによる景況感の悪化が重なりブームはやや落ち着きを見せる。
一般家庭としては支出の大きなレジャーであるスキーには緊縮の風潮は逆風であったが、一方で田中角栄の日本列島改造論によりリゾート地では不動産の投機的な買占めが起き、その後も大規模なスキー場の開業が相次ぐなどスキーそのものが文化として定着した。

## 安定成長期・バブル景気到来
80年代に入ると1982年（昭和57年）に東北新幹線と上越新幹線の営業運行が開始され、高速道路も1985年（昭和60年）に関越自動車道が全線開通するなど全国的に交通網の整備が進み、大量輸送時代が訪れる。
1987年公開の映画『私をスキーに連れてって』のヒットや、団塊ジュニア世代が青年期に差し掛かっていたこと、バブル景気によって消費が好調だったことなどが重なってスキーブームが再来した。背景要因には他にも週休二日制の一般化、スキー用品の低価格化、企業の多角経営によるスキー産業（不動産、スキー用品）への参入、既存のスキー場の拡張、新規のスキー場の営業開始などがある。レジャー白書によれば、最盛期であった1993年には、スキー人口は1860万人にまで増加した。なおこの当時はまだスノーボードは一般化していなかった。
JRのスキー臨時列車「シュプール号」が設定されたのもこの頃で、国鉄末期の1986年に運転を開始、関東・中京・近畿から長野県・新潟県をメインに、近畿からは山陰へも、関東からは東北方面へも運行された。寝台特急「北斗星トマムスキー／ニセコスキー」が運行されていたのもこの時期である。同じ時期に国鉄北海道総局～JR北海道では札幌や千歳空港からトマム・富良野・ニセコへのリゾート特急を、東武鉄道では南会津へのスキーヤー向け夜行列車「スノーパル」の運行を開始している。
大都市からスキー場へのツアーバスも多数運行されたが、この当時のスキー場へのアクセスは自家用車が多かったため、大都市からスキー場エリアへの高速道路や並行する幹線道路は断続的な渋滞が発生していた。たとえば関越自動車道では当時は東京外環自動車道が未開通だったこともあって、通常の金曜の深夜にかかわらず50km以上の大きい渋滞が生じたり、都内の環八通りにおいては、東名高速東京ICから関越道東京側入口となる練馬ICまで15km程度の距離であるにもかかわらず、3時間～5時間かかることもよくあった（深夜の出発にも拘わらず大井町 (埼玉県)付近で夜が明けることもあった）という。
ブームの真っ只中である1990年前後には林間学校や修学旅行(特に高校)がスキーという学校もかなりあった。
スキー人口の増加に伴い、当時非常に高価であったスキー用品は大量生産によって低価格化が進み、ブーム以前は10万円程度だったスキーセットがディスカウントストア等で2万円程度になるなど安価で購入できるようになったことも流行を後押しした。またスポーツショップのCMソングも冬の風物詩として定着した。白い雪の上でも目立つ派手でカラフルなスキーウェアも一般化した（ゲレンデ美人）。
この当時の人気スキー場ではリフト・ゴンドラの待ち時間が数十分から1時間というのも珍しくなかった。また当時はスキー人口に対して宿泊施設の供給が追い付かず、ロッジの予約が取れない、取れたとしても相部屋ですし詰めで食事も貧弱、などといったことも常態化していた。ブームの時期がバブル期に重なっていたこともあり、新スキー場が多数オープンし、既存のスキー場ではゲレンデの拡張や既存リフト・ゴンドラの架け替えなどが相次いだ。1993年には千葉県船橋市に屋内スキー場として日本最大であったららぽーとスキードームSSAWSが開業した。
その頃、各地のスキー場付近の高原エリアにリゾートマンションが急速に建設され、販売されるとすぐに売り切れとなった。新潟の湯沢町は代表例である。それらの急なリゾートマンションの建設によってその地域での水不足が心配されることもあった。
1987年制定のリゾート法も一連の動向に拍車をかけた。

### 他産業の反応
1992年、東京ディズニーリゾート（TDL）の客が減ったため、オリエンタルランド側のCMで、「スキーよりミッキー」という宣伝を行った。このCMのストーリーは、スキーに向かう途中の車の中で、渋滞にうんざりする仲間のうちの一人の女性が「スキーよりミッキー」と突然言い出し、スキー板を積んだ車のまま、ディズニーランドの駐車場の入り口に同様の車が向かうというもので、スキー業界の人々に驚きを与えた。事実、スキーブームには前述のSSAWSが近隣に出来た事から、TDLの入場者数が減っていた。
楽器メーカーでは、ヤマハが音源内蔵シーケンサーQY10を1990年に発売している。これは、「スキーバスの中に持ち込んで手軽に作曲が楽しめるもの」というコンセプトの下で設計されている。
自動車メーカーでは、先述の映画で劇中に登場したGT-FOURがヒットした他、スバルのステーションワゴン「レガシィ」（1989年発売）が"金曜夜に高速道路を走り、朝からスキーを愉しむ"というライフスタイルにマッチしたことや、雪道の走行に不可欠な四輪駆動や過給機といった機能を搭載していたことなどで爆発的に普及した。また各社がこれに追随しワゴンのカテゴリに力を入れる結果となった（三菱RVRなど）。現代のSUVにつながるRVという区分も一般化した（パジェロなど）。
アマチュア無線では、当時まだ一般的でなかった携帯電話にかわってゲレンデでの連絡手段や、仲間同士の交信手段として車載されるなどした結果、基地局が増加した。パーソナル無線や省電力トランシーバーも売上を伸ばした。

## 鎮静化と不況突入
バブル時代の象徴ともいわれたスキーブームも、その崩壊とともに鎮静化に向かった（平成不況、就職氷河期）。1980年代以降一貫して増加していたスキー人口は、バブル景気の残り香が漂っていた1993年の1860万人をピークに減少に転じた。
レジャー白書では娯楽の多様化や、不景気を主な原因としている。なお余暇市場そのものも、1996年がピークである。
ブーム当時に過密状態が続いたことや、急激な新スキー場のオープンが過当競争を招いたこと、一般化しすぎたことで飽きられた（陳腐化を招いた）こと、下降局面に入っても依然としてサービスの悪さが改善されなかったことなども尾を引いた。中核を担っていた団塊ジュニア世代が結婚および子育てのためゲレンデから去っていったことや、時代の変化に伴うスキー人気の低迷（若者のスキー離れ）、1990年代より慢性的に続いた暖冬傾向による雪不足も相まって、2000年代前半にはスキー人口が800万人を割るなど約10年でピーク時の4割にまで減少した。また、それに伴いスキー場も約2割減少した。
1990年代に登場したスノーボード人口の増加、1998年長野オリンピック開催決定もあったものの、補うには至らなかった。市場の多くを占めていた国内のスキー板のメーカーも、1990年のスキー板への輸入関税撤廃と価格競争による低廉化、不況の影響で倒産と事業撤退が相次ぎ、国産５大メーカーのうち1991年にハガスキーが、1996年にカザマスキーがそれぞれ倒産した。1997年にはヤマハが、長野オリンピックに国内が沸いた1998年には西沢がそれぞれスキー事業から撤退した。
1991年に開始されたJR SKISKIキャンペーンは、1998-1999シーズンを最後に一旦終了（その後2006-2007シーズン単年度の復活を挟んで2012-2013シーズンより本格的に再展開）。ららぽーとスキードームSSAWSは延長の動きはなく2002年に閉鎖、のちに解体された。
1997年の消費税引き上げも逆風となった（スキーを行うためには用具の調達、交通手段の確保、宿泊施設の手配、飲食費、リフトチケット代、スクール講習料等、大きな支出を必要とする）。
2000年代後半以降はスキー人口の減少の度合いは比較的緩やかになっているものの、娯楽が多様化しているうえに少子化の傾向に歯止めがかからないことや、依然として景況感に改善が見られないことなどから、客層の主体は当時スキーブームを堪能し今は中高年になった世代が多くを占めるなど、若者のスキー離れの抜本的な改善には至っていない。
スキー場によっては最寄り駅からスキー場へのシャトルバスの無料化や駐車料金無料化を打ち出したり、特定の年代を対象にリフト券を無料に設定しているスキー場もあり（雪マジ19など）、またJR東日本がJR SKI SKIキャンペーンを再開するなどして、各業界がウィンタースポーツの振興に取り組んでいる。NEXCO東日本では毎年スキー場までの高速道路料金が割引になるウィンターパスの申し込みを受け付けている。
2010年代以降は、海外からの訪日客の増加に伴い外国人客を取り込むことで活気を取り戻そうと試みるスキー場や自治体も増えていった。コロナ禍後も外国人需要は復調し、上越新幹線では積み残しも出るほどになった。

## 異業種からのスキー場経営参入企業
- 西武グループ（プリンスホテル（旧コクド）および西武鉄道直営） - 富良野スキー場・苗場スキー場・志賀高原スキー場・狭山スキー場など
- 東急グループ（東急（旧東京急行電鉄）・東急不動産系） - ハンターマウンテン塩原、栂池、岩岳、グランデコリゾート、蓼科東急スキー場、 スキージャム勝山など
- 東武鉄道 - 会津高原たかつえスキー場（第三セクターの会津高原観光開発に出資したが2002年に撤退、現在は会津高原リゾートが運営）・日光湯本温泉スキー場
- 東日本旅客鉄道（JR東日本） - 八幡平スキー場（旧国鉄時代に設立した東北リゾートシステムによって経営、2001年に地元自治体に売却し2006年シーズンで閉鎖）・ガーラ湯沢スキー場（スキー場と直結するガーラ湯沢駅を開設。）
- 中京テレビ - Hakuba47ウィンタースポーツパーク
- 鹿島建設 - 軽井沢スノーパーク
- 樫山工業 - 佐久スキーガーデンパラダ
- アパグループ - アパリゾート妙高パインバレー
- 日本駐車場開発 - 子会社の日本スキー場開発を通じて経営不振のスキー場運営会社（白馬八方尾根スキー場、竜王スキーパーク）を買収している。

かつてスキー場経営に参入していた異業種企業
- ヤマハリゾート - キロロリゾート・つま恋（人工雪・長期閉鎖中）
- 東京ドーム (企業) - 舞子後楽園スキー場
- リクルートホールディングス - 安比高原スキー場
- ウインターガーデン・リゾーツ
- レイケイ - ARAI MOUNTAIN&SPA（閉鎖）
- 京王レクリエーション（京王グループ） - 京王赤倉チャンピオンスキー場（現:赤倉温泉スキー場）
- 渡辺プロダクション - 岩原スキー場
- TBSテレビ - TBS東丸山スキー場（ウルトラマンの一部エピソードの撮影が行われた）

## 本業以外からのスキー用品参入企業
- ダイワ精工（現グローブライド、釣具）